# Etapas del crecimiento económico de Rostow

Walt Rostow y el Presidente Lyndon B. Johnson - NARA -

El modelo de Etapas del crecimiento económico de Rostow es uno de los principales modelos 1960.

## Visión de conjunto

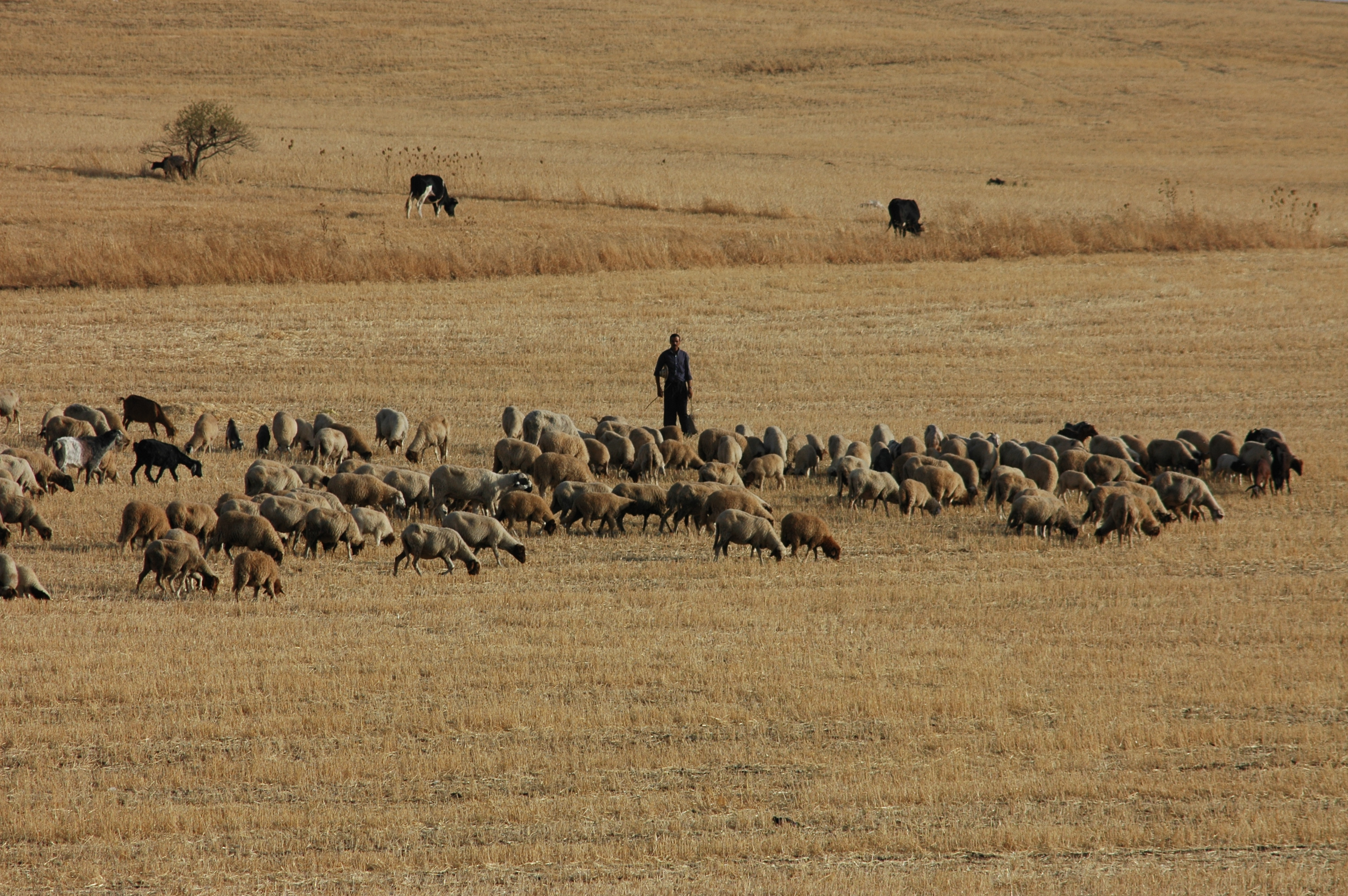
Pastoreo en una sociedad tradicional

El modelo postula que el crecimiento económico ocurre en cinco etapas básicas, de duración variable:
1. Sociedad tradicional
2. Sociedad transicional
3. Despegue
4. Camino a la madurez tecnológica
5. Alto consumo masivo

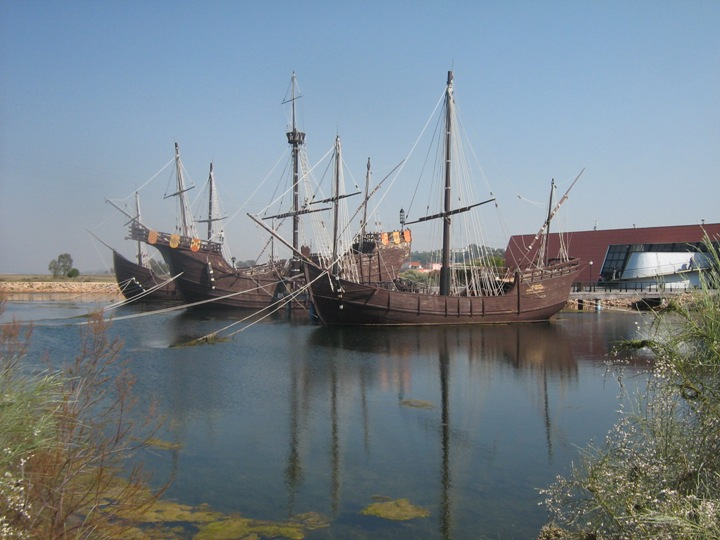
Carabelas. Ejemplo de elementos típicos de la sociedad transicional

El modelo de Rostow es uno de los modelos más estructuralistas de crecimiento económico, particularmente en comparación con el modelo de "atraso" desarrollado por Alexander Gerschenkron, aunque los dos modelos no son mutuamente excluyentes.
Rostow argumentó que el despegue económico debe ser dirigido inicialmente por unos pocos sectores económicos individuales. Esta creencia se hace eco de la tesis de la ventaja comparativa de David Ricardo y critica el esfuerzo de los revolucionarios marxistas por la autosuficiencia económica, ya que impulsa el desarrollo "inicial" de solo uno o dos sectores sobre el desarrollo de todos los sectores por igual. Esto se convirtió en uno de los conceptos importantes en la teoría de la modernización en el evolucionismo social.

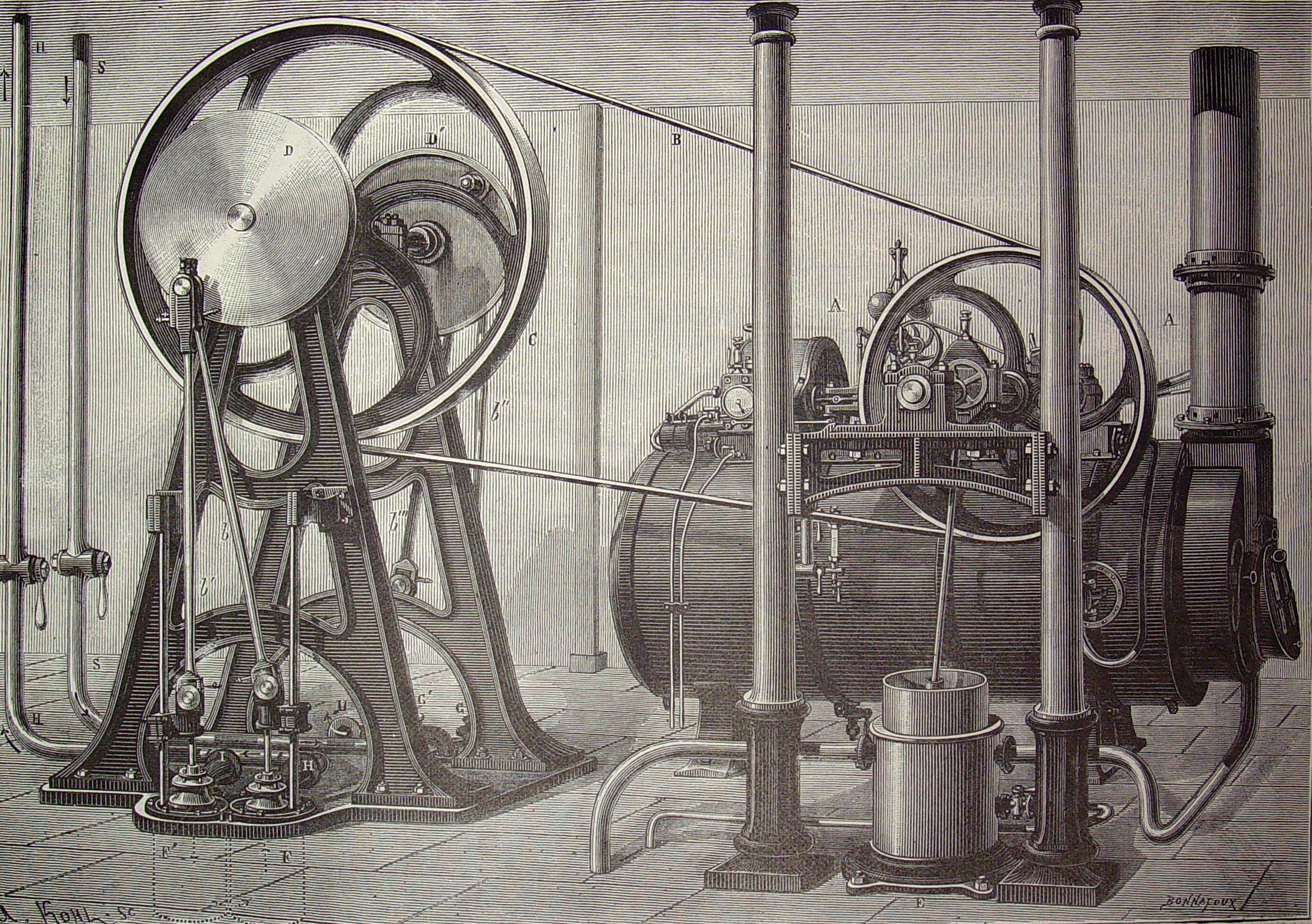
Etapa de despegue. Ejemplo de 1882 "Telégrafo neumático - bombas de compresión y máquina de vapor de la estación central".

A continuación se muestra un esquema de las cinco etapas de crecimiento de Rostow:
   Sociedad Tradicional
- Caracterizada por la agricultura de subsistencia o la caza y la recolección; casi en su totalidad una economía del sector "primario"
- Tecnología limitada
- Algunos avances y mejoras en los procesos, pero una capacidad limitada para el crecimiento económico debido a la ausencia de tecnologías modernas, la falta de movilidad económica individual o de clase, con la estabilidad priorizada y el cambio visto negativamente
- Aquí es donde generalmente comienza la sociedad antes de progresar hacia las siguientes etapas de crecimiento
- No hay naciones centralizadas ni sistemas políticos.

   Condiciones previas para "despegar"
- La demanda externa de materias primas inicia el cambio económico.
- Desarrollo de cultivos comerciales, comerciales más productivos y comerciales no consumidos por los productores y / o exportados en gran medida.
- Inversión generalizada y mejorada en cambios en el entorno físico para expandir la producción (es decir, riego, canales, puertos)
- Creciente difusión de la tecnología y avances en las tecnologías existentes
- Cambios en la estructura social, con el equilibrio social previo ahora en evolución
- Comienza la movilidad social individual
- Desarrollo de la identidad nacional y los intereses económicos compartidos.

   Despegue
- Aumenta la urbanización, avanza la industrialización, se producen avances tecnológicos.
- El sector "secundario" (productor de bienes) se expande y la proporción de sectores secundarios vs. primarios en la economía se desplaza rápidamente hacia la economía secundaria.
- Los textiles y las prendas de vestir suelen ser la primera industria de "despegue", como sucedió en la clásica revolución industrial de Gran Bretaña.
- Un ejemplo de la fase de despegue es la revolución agrícola (verde) en la década de 1960.

Rumbo a la madurez

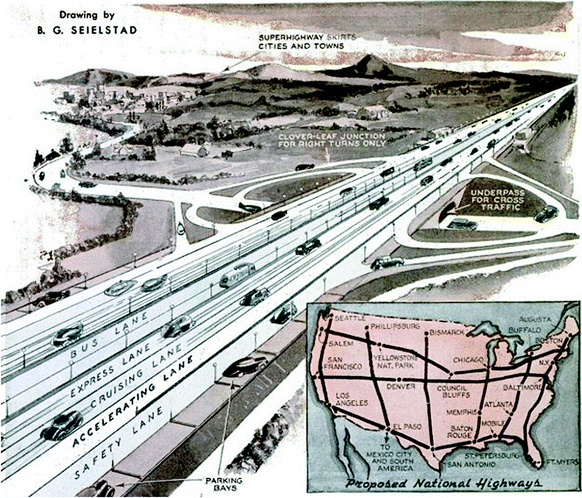
Highway of the future de Benjamin Goodwin Seielstad. 1938. El camino a la madurez pasa por el rápido desarrollo de la infraestructura de transporte

- Diversificación de la base industrial; múltiples industrias se expanden y las nuevas arraigan rápidamente
- La manufactura pasa de los bienes de capital impulsados por la inversión (bienes de capital) a bienes de consumo durables y de consumo interno
- Rápido desarrollo de la infraestructura de transporte.
- Inversión a gran escala en infraestructura social (escuelas, universidades, hospitales, etc.)

   Etapa de consumo masivo
- La base industrial domina la economía; el sector primario tiene un peso muy disminuido en la economía y la sociedad
- Consumo generalizado y normativo de bienes de consumo de alto valor (por ejemplo, automóviles)
- Los consumidores típicamente (si no universalmente) tienen ingresos disponibles, más allá de las necesidades básicas, para bienes adicionales
- Sociedad urbana (movimiento fuera de los campos rurales a las ciudades)

   Después del consumo
- Etapa de disminución de la utilidad marginal relativa, así como una etapa para bienes de consumo duradero
- Los ciudadanos se sienten como si hubieran nacido en una sociedad que tiene una alta seguridad económica y un alto consumo.
- Una etapa en la que simplemente se especula sobre si hay una mayor difusión del consumo o qué traerá la nueva generación para el crecimiento

Rostow afirmó que estas etapas de crecimiento fueron diseñadas para abordar una serie de cuestiones, algunas de las cuales identificó por sí mismo, escribiendo:
   "¿Bajo qué impulsos comenzaron las sociedades agrícolas tradicionales el proceso de su modernización? ¿Cuándo y cómo el crecimiento regular se convirtió en una característica incorporada de cada sociedad? ¿Qué fuerzas impulsaron el proceso de crecimiento sostenido y determinaron sus contornos? Si las características políticas del proceso de crecimiento se pueden discernir en cada etapa, ¿qué fuerzas han determinado las relaciones entre las áreas más desarrolladas y menos desarrolladas?, ¿qué relación tuvo la secuencia relativa de crecimiento con el estallido de la guerra? y finalmente, ¿dónde está el interés compuesto? ¿nos lleva al comunismo, o a los suburbios acomodados, bien redondeados con capital social, a la destrucción, a la luna, o dónde?"
Rostow afirma que los países atraviesan cada una de estas etapas de forma bastante lineal y establecen una serie de condiciones que probablemente ocurrirán en las inversiones, el consumo y las tendencias sociales en cada estado. No obstante, no todas las condiciones ocurrirían en cada etapa, y las etapas y los períodos de transición pueden ocurrir en diferentes longitudes de país a país, e incluso de región a región. Rostow enfatiza en Etapas que "las etapas de crecimiento son una forma arbitraria y limitada de mirar la secuencia de la historia moderna: ... para destacar no solo las uniformidades en la secuencia de la modernización sino también -e igualmente- la singularidad de la experiencia de cada nación experiencia.

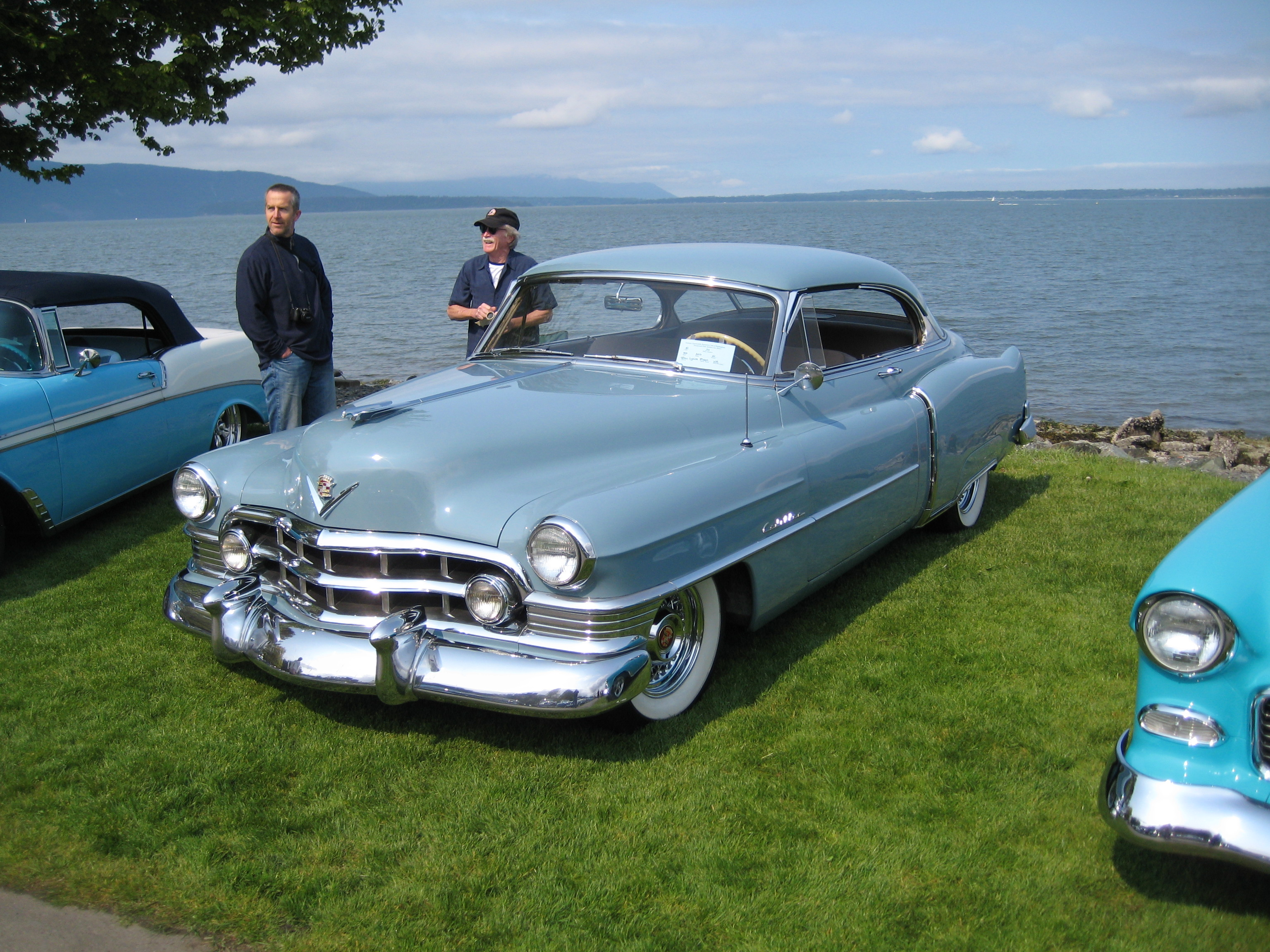
Cadillac, exponente de la sociedad de consumo

## Marco teórico

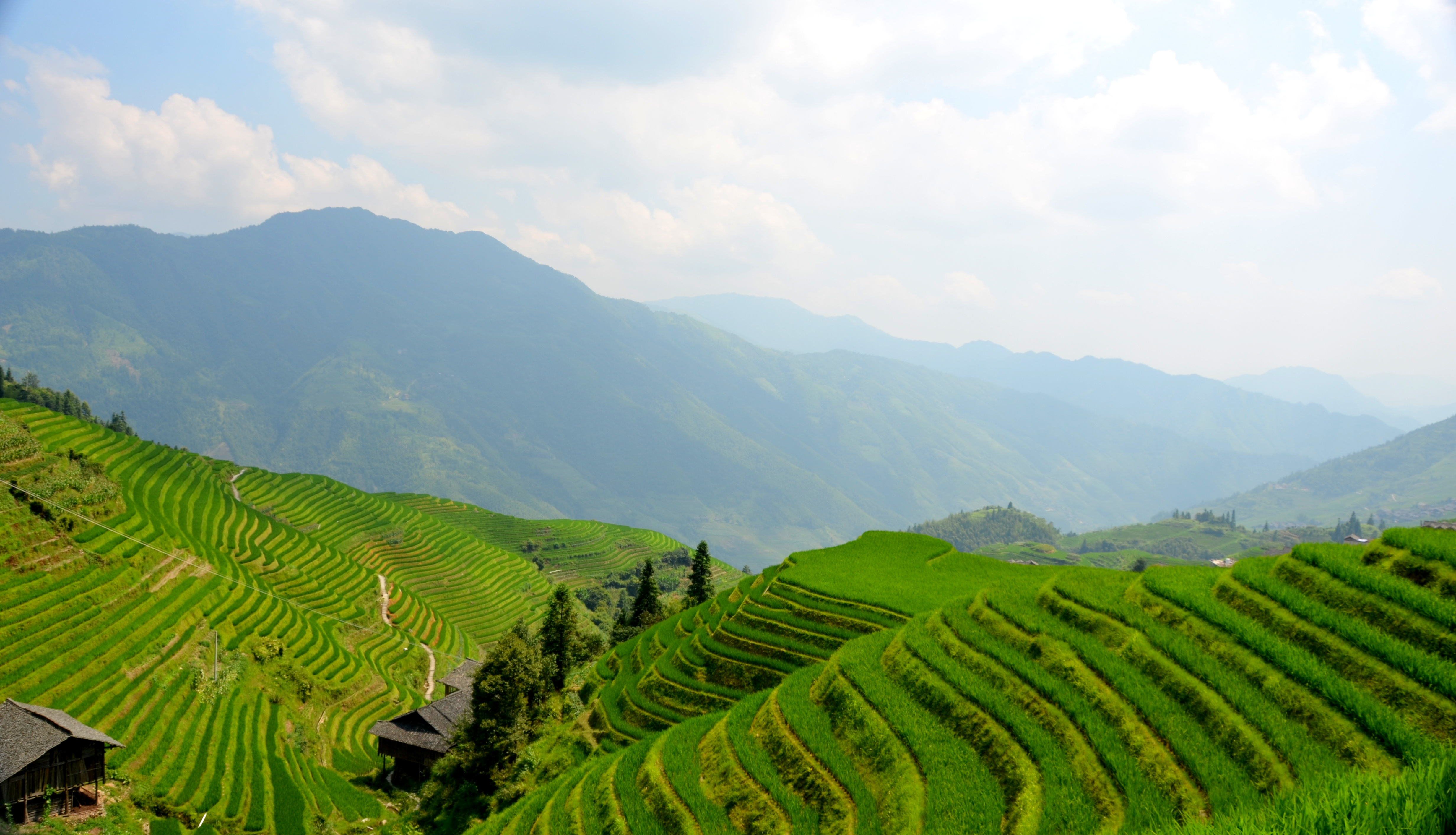
Longji, China. Arrozales en Terrazas

El modelo de Rostow forma parte de la escuela liberal de economía, haciendo hincapié en la eficacia de los conceptos modernos de libre comercio y las ideas de Adam Smith. No está de acuerdo con el argumento de Friedrich List que afirma que las economías que dependen de las exportaciones de materias primas pueden quedar "atrapadas" y no podrán diversificarse. Con respecto a este modelo, Rostow afirma que las economías pueden necesitar depender de las exportaciones de materias primas para financiar el desarrollo del sector industrial que aún no ha alcanzado un nivel superior de competitividad en las primeras etapas del despegue. El modelo de Rostow no está en desacuerdo con los postulados de John Maynard Keynes con respecto a la importancia del control gubernamental sobre el desarrollo nacional, que generalmente no es aceptado por algunos fervientes defensores del libre comercio. La suposición básica dada por Rostow es que los países quieren modernizarse y crecer y que la sociedad aceptará las normas materialistas del crecimiento económico.

## Etapas del proceso de desarrollo

### Sociedades tradicionales
Una economía en esta etapa tiene una función de producción ilimitada que apenas alcanza el nivel mínimo de producción potencial. Sin embargo,esto no significa por completo que el nivel de producción de la economía sea estático. El nivel de producción aún se puede aumentar, ya que a menudo hay un excedente de tierra no cultivada que puede utilizarse para aumentar la producción agrícola. La ciencia y la tecnología modernas aún no se han introducido. Como resultado, estas sociedades pre-newtonianas, ajenas a las posibilidades de manipular el mundo externo, dependen en gran medida del trabajo manual y la autosuficiencia para sobrevivir. Los estados y las personas utilizan los sistemas de riego en muchos casos, pero la mayoría de la agricultura sigue siendo puramente de subsistencia. Se han producido innovaciones tecnológicas, pero solo sobre una base ad hoc. Todo esto puede dar como resultado un aumento en la producción, pero nunca más allá de un límite superior que no se puede cruzar. El comercio es predominantemente regional y local, principalmente a través del trueque, y el sistema monetario no está bien desarrollado. La participación de la inversión nunca excede el 5% de la producción económica total.
Las guerras, las hambrunas y las epidemias como la peste causan inicialmente que la población en expansión se detenga o se reduzca, lo que limita el mayor factor de producción: el trabajo manual humano. Las fluctuaciones de volumen en el comercio debido a la inestabilidad política son frecuentes; históricamente, el comercio estaba sujeto a grandes riesgos y el transporte de bienes y materias primas era costoso, difícil, lento y poco confiable. El sector manufacturero y otras industrias tienen una tendencia a crecer, pero están limitadas por un conocimiento científico inadecuado y un estado mental "atraso" o altamente tradicionalista que contribuye a la baja productividad laboral. En esta etapa, algunas regiones son completamente autosuficientes.
En las sociedades agrícolas establecidas antes de la Revolución Industrial, una estructura social jerárquica se basaba en la reverencia casi absoluta de la tradición y en una insistencia en la obediencia y la sumisión. Esto dio lugar a la concentración del poder político en manos de los terratenientes en la mayoría de los casos; en todas partes, la familia y el linaje, y los lazos matrimoniales, constituyeron la principal organización social, junto con las costumbres religiosas, y el estado raramente interactuó con las poblaciones locales y en las esferas limitadas de la vida. Esta estructura social era generalmente de naturaleza feudal. En las condiciones modernas, estas características han sido modificadas por influencias externas, pero las regiones y sociedades menos desarrolladas se ajustan a esta descripción con bastante precisión.

Hans Holbein el joven - El mercader Georg Gisze

### Condiciones previas para el despegue
En la segunda etapa del crecimiento económico, la economía se somete a un proceso de cambio para crear condiciones de crecimiento y despegue. Rostow dijo que estos cambios en la sociedad y la economía tenían que ser de naturaleza fundamental en la estructura sociopolítica y las técnicas de producción. Este patrón fue seguido en Europa, partes de Asia, Medio Oriente y África. Según él también hay un segundo o tercer patrón en el que dijo que no había necesidad de un cambio en la estructura sociopolítica porque estas economías no estaban profundamente atrapadas en estructuras sociales y políticas tradicionales más antiguas. Los únicos cambios requeridos fueron en dimensiones económicas y técnicas. Las naciones que siguieron este patrón se encontraban en América del Norte y Oceanía (Nueva Zelanda y Australia).
Hay tres dimensiones importantes en esta transición: en primer lugar, comienza el cambio de una sociedad agraria a una industrial, aunque lentamente. En segundo lugar, el comercio y otras actividades comerciales de la nación amplían el alcance del mercado no solo a las áreas vecinas sino también a regiones remotas, creando mercados internacionales. Por último, el superávit obtenido no debe desperdiciarse en el consumo conspicuo de los propietarios de la tierra o del Estado, sino que debe destinarse al desarrollo de las industrias y las infraestructuras y prepararse para un crecimiento autosostenido de la economía más adelante. Además, la agricultura se comercializa y mecaniza a través del avance tecnológico; se desplaza cada vez más hacia el efectivo o los cultivos orientados a la exportación; y hay un crecimiento del emprendimiento agrícola.
El factor estratégico es que el nivel de inversión debe ser superior al 5% del ingreso nacional. Este aumento en la tasa de inversión depende de muchos sectores de la economía. De acuerdo con Rostow, la formación de capital depende de la productividad de la agricultura y de la creación de capital general social. La agricultura desempeña un papel muy importante en este proceso de transición ya que la cantidad excedentaria del producto se utilizará para apoyar a una creciente población urbana de trabajadores y también se convierte en un importante sector exportador, obteniendo divisas para el desarrollo continuo y la formación de capital. Los aumentos en la productividad agrícola también conducen a la expansión de los mercados nacionales de productos manufacturados y productos procesados, lo que se suma al crecimiento de la inversión en el sector industrial.
La creación de capital social general solo puede ser asumida por el gobierno, en opinión de Rostow. El gobierno desempeña un papel determinante en el desarrollo del capital social general, ya que raramente es rentable, tiene un largo período de gestación, y los pagos se devengan a todos los sectores económicos, no principalmente a la entidad inversora; por lo tanto, el sector privado no está interesado en jugar un papel importante en su desarrollo.

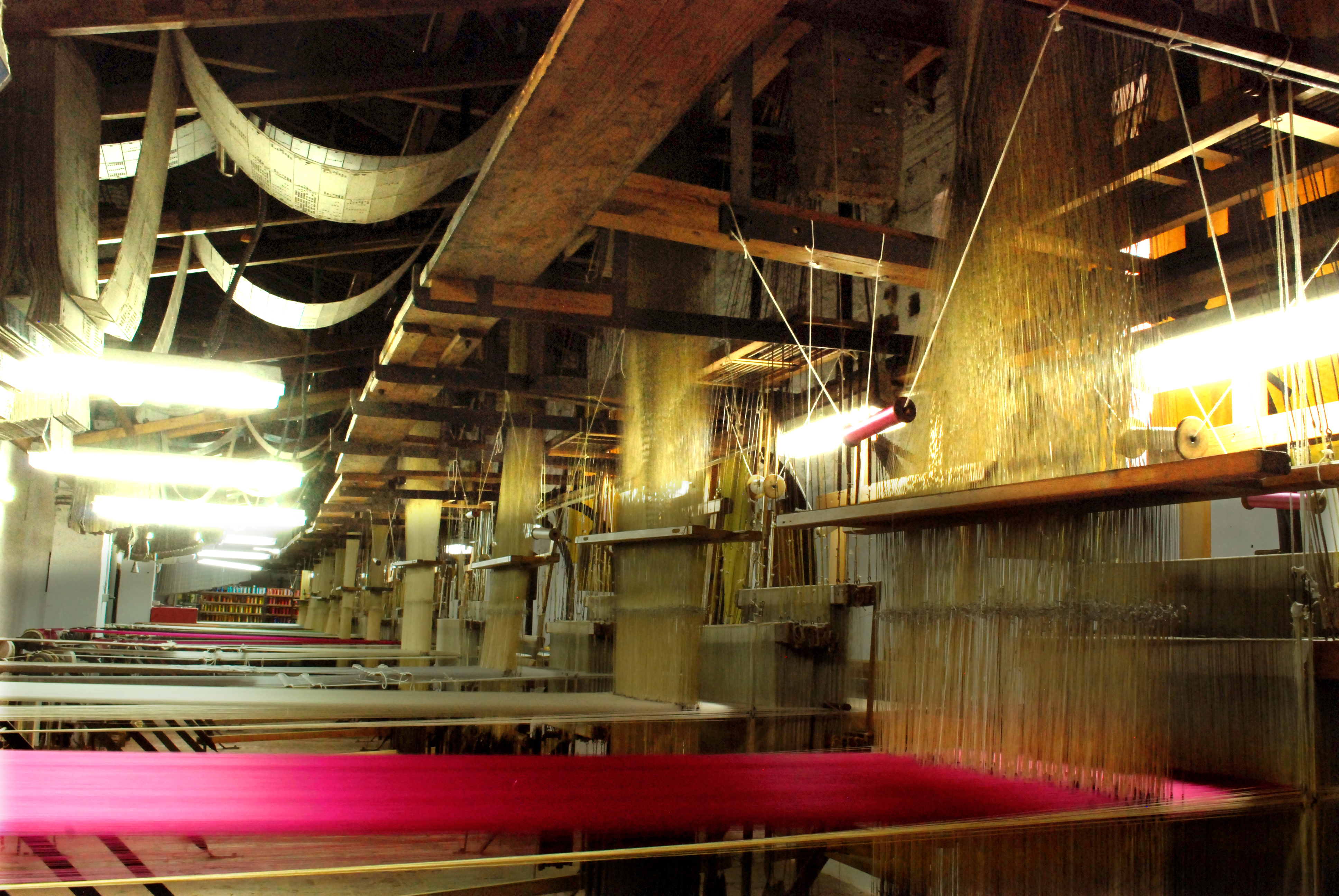
Telares Jacquard. El sector textil inició el despegue económico en muchos países.

Todos estos cambios preparan efectivamente el camino para el "despegue" solo si hay un cambio básico en la actitud de la sociedad hacia la asunción de riesgos, los cambios en el entorno laboral y la apertura al cambio en las organizaciones y estructuras sociales y políticas. Según Rostow, las condiciones previas al despegue comienzan con una intervención externa de las sociedades más desarrolladas y avanzadas, que "puso en movimiento ideas y sentimientos que iniciaron el proceso mediante el cual se construyó una alternativa moderna a la sociedad tradicional a partir de la vieja cultura." Las condiciones previas al despegue siguen de cerca las etapas históricas de la Revolución industrial británica.
Al referirse al gráfico de ahorro e inversión, destaca el fuerte aumento de la tasa de ahorro e inversión desde la etapa de "Previa al despegue" hasta "Rumbo a la madurez". Después de esa etapa, la tasa de crecimiento del ahorro y la inversión son moderados. Este aumento inicial y acelerado del ahorro y la inversión es una condición previa para que la economía llegue a la etapa de "despegue" y avance mucho más allá.

### Despegue

Conseil d'Adm. de la Banque nationale. Bélgica. El papel de la banca es relevante en la fase de despegue.

Esta etapa se caracteriza por un crecimiento económico dinámico. Como lo sugiere Rostow, todo se basa en un estímulo agudo (o estímulos múltiples) que representa un cambio económico, político o tecnológico total o parcial. La característica principal de esta etapa es el crecimiento rápido y autosostenido. El despegue ocurre cuando el crecimiento liderado por el sector manufacturero se vuelve común y la sociedad es impulsada más por procesos económicos que por tradiciones. En este punto, las normas de crecimiento económico están bien establecidas y el crecimiento se convierte en la "segunda naturaleza" de una nación y un objetivo compartido. Al discutir el despegue, se observa que Rostow adoptó el término "transición", que describe el proceso de una economía tradicional que se convierte en una economía moderna. Después del despegue, un país generalmente tardará entre cincuenta y cien años en alcanzar la etapa de madurez según el modelo, como ocurrió en los países que participaron en la Revolución Industrial y se establecieron como tales cuando Rostow desarrolló sus ideas en los años 50 del siglo XX.
Para Rostow hay tres requisitos principales para el despegue:
   1. La tasa de inversión productiva debería aumentar de aproximadamente el 5% a más del 10% del ingreso nacional o producto nacional neto;
   2. El desarrollo de uno o más sectores de fabricación sustanciales, con una alta tasa de crecimiento;
   3. La existencia o emergencia rápida de un marco político, social e institucional que explota los impulsos de expansión en el sector moderno y los posibles efectos de la economía externa del despegue.
El tercer requisito implica que el capital necesario debe movilizarse de los recursos internos y dirigirse a la economía, en lugar de al consumo doméstico o estatal. La industrialización se convierte en un fenómeno crucial ya que ayuda a preparar la estructura básica para los cambios estructurales a escala masiva. Rostow dice que esta transición no sigue una tendencia establecida ya que hay una variedad de diferentes motivaciones o estímulos que iniciaron este proceso de crecimiento.
El despegue requiere una cantidad grande y suficiente de fondos prestables para la expansión del sector industrial que generalmente provienen de dos fuentes que son:
1. Cambios en los flujos de ingresos a través de impuestos, implementación de reformas agrarias y varias otras medidas fiscales.
2. La reinversión de los beneficios obtenidos del comercio exterior se ha observado en muchos países de Asia oriental. Si bien hay otros ejemplos de "despegue" basados en el rápido aumento de la demanda de bienes de producción nacional para su venta en los mercados nacionales, más países han seguido el modelo basado en la exportación, en general y en el pasado reciente. Los Estados Unidos, Canadá, Rusia y Suecia son ejemplos de "despegues" basados en el país; todos ellos, sin embargo, se caracterizaron por importaciones masivas de capital y una rápida adopción de los avances tecnológicos de sus socios comerciales.[3] Todo este proceso de expansión del sector industrial produce un aumento en la tasa de rendimiento de algunas personas que ahorran a tasas elevadas e invierten sus ahorros en las actividades del sector industrial. La economía explota sus recursos naturales subutilizados para aumentar su producción.[1]

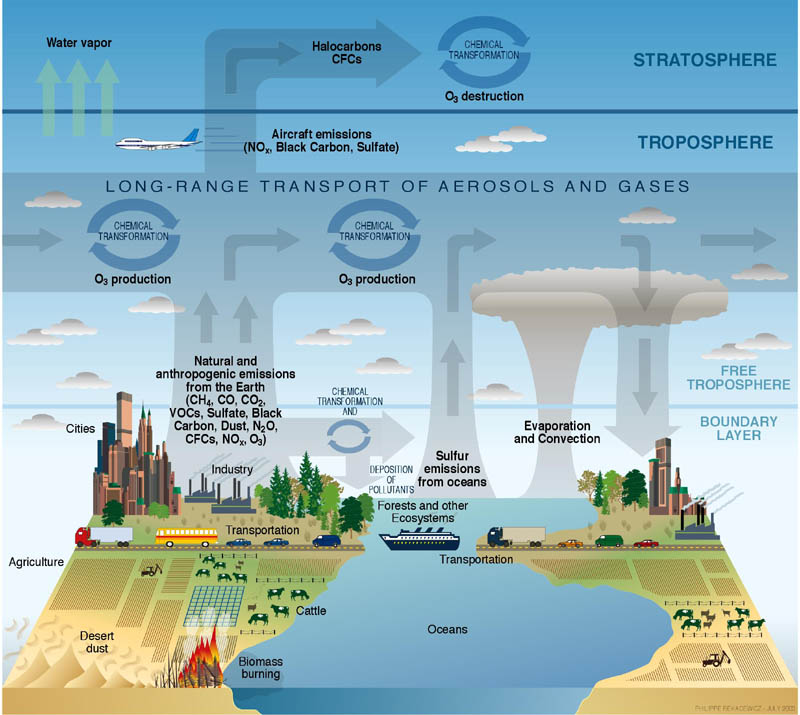
En la etapa de madurez se reconocen los costes ambientales del crecimiento

El despegue también necesita un grupo de empresarios en la sociedad que persigan la innovación y aceleren la tasa de crecimiento de la economía. Para que una clase empresarial se desarrolle, primero, debe existir un espíritu de "gratificación retrasada", una preferencia por la acumulación de capital sobre el gasto y una alta tolerancia al riesgo. En segundo lugar, los grupos empresariales típicamente se desarrollan porque no pueden asegurar prestigio y poder en su sociedad a través del matrimonio, participando en industrias bien establecidas o mediante el servicio militar o gubernamental (entre otras rutas para destacarse) debido a algún atributo social o legal descalificador; y, por último, su sociedad que cambia rápidamente debe tolerar caminos poco ortodoxos hacia el poder económico y político.
La capacidad de un país para superar esta etapa depende de los siguientes factores principales:
- Existencia de demanda efectiva ampliada y sostenida para el producto de sectores clave.
- Introducción de nuevas tecnologías y técnicas productivas en estos sectores.
- La creciente capacidad de la sociedad para generar o ganar suficiente capital para completar la transición de despegue.
- Las actividades en el sector clave deberían inducir una cadena de crecimiento en otros sectores de la economía, que también se desarrollan rápidamente.

### Camino a la madurez

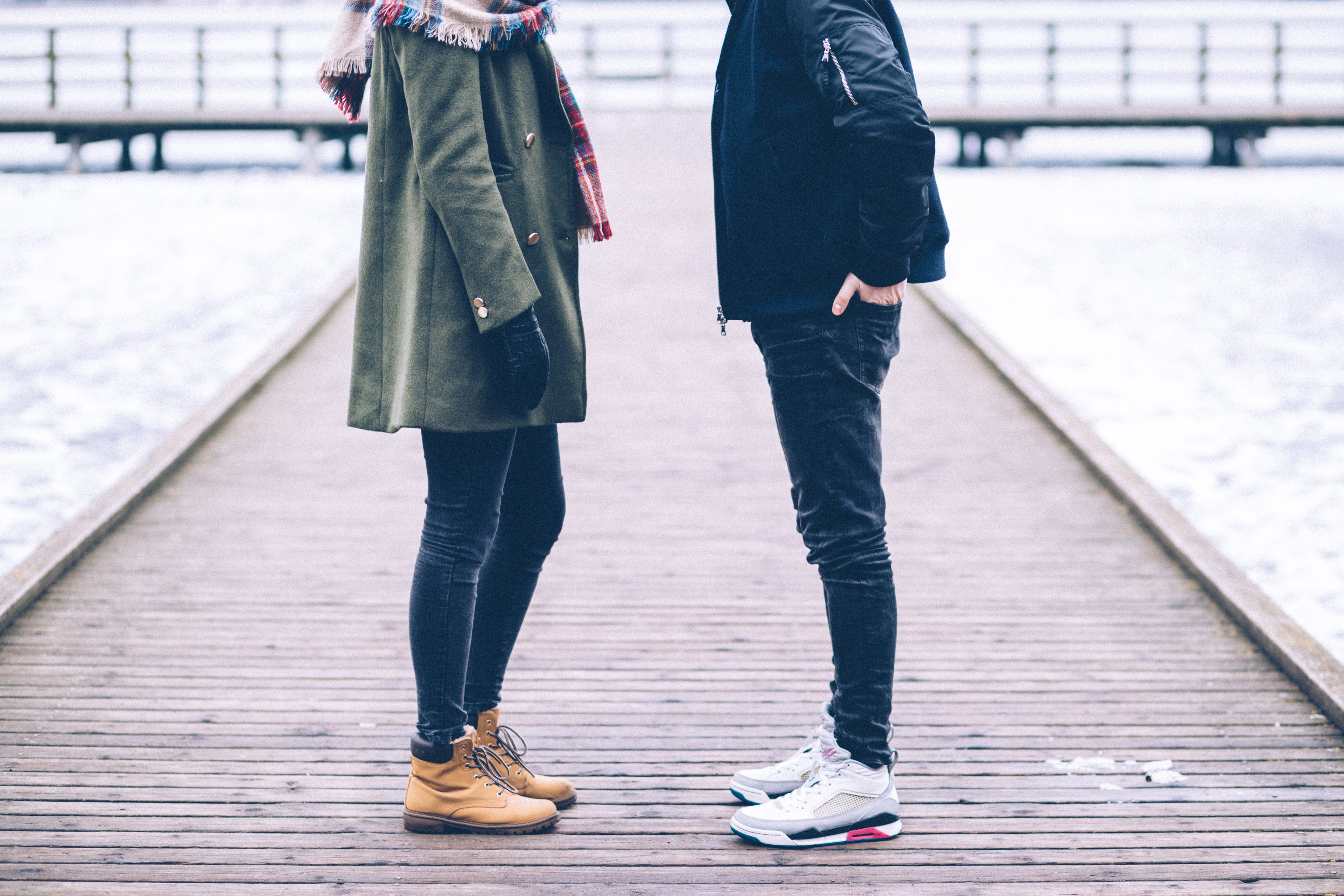
En el postconsumo la alta seguridad económica y el nivel de consumo masivo se consideran normales

Después del despegue, sigue un largo intervalo de crecimiento sostenido conocido como la etapa que conduce hasta la madurez. Rostow lo define como "el período en el que una sociedad ha aplicado eficazmente el rango de la tecnología moderna al grueso de sus recursos". En esa etapa la economía en crecimiento tiende a extender la tecnología moderna sobre toda su actividad económica. Entre el 10% y el 20% del ingreso nacional se invierte constantemente, lo que permite que la producción supere regularmente el aumento de la población. La composición de la economía cambia incesantemente a medida que la técnica mejora, las nuevas industrias se aceleran, las industrias más antiguas se nivelan. La economía encuentra su lugar en la economía internacional: los bienes anteriormente importados se producen en el país; se desarrollan nuevos requisitos de importación y nuevos productos de exportación para que coincidan. Los sectores líderes en una economía estarán determinados por la naturaleza de la dotación de recursos y no solo por la tecnología.
Los cambios estructurales en la sociedad durante esta etapa son de tres maneras:
1. La parte de la fuerza de trabajo en la agricultura pasa del 75% de la población activa al 20%. Los trabajadores adquieren mayor habilidad y sus salarios aumentan en términos reales.
2. El carácter del liderazgo cambia significativamente en las industrias y se introduce un alto grado de profesionalismo.
3. Se reconoce el coste ambiental y de salud de la industrialización y se realizan cambios en las políticas.

Estos cambios conducen a la reducción de la tasa de pobreza y al aumento del nivel de vida, ya que la sociedad ya no necesita sacrificar su comodidad para construir ciertos sectores.
Durante esta etapa, un país tiene que decidir si la potencia industrial y la tecnología que ha generado debe ser utilizada para el bienestar de su gente o para obtener la supremacía sobre otros, o el mundo en su totalidad.

### Etapa de alto consumo masivo
La etapa del gran consumo se refiere al período de comodidad contemporánea que ofrecen muchas naciones occidentales, donde los consumidores se concentran en bienes duraderos y apenas recuerdan las preocupaciones de subsistencia de las etapas anteriores. Rostow usa la metáfora de la dinámica de los Buddenbrooks para describir este cambio de actitud. En la novela de 1901 de Thomas Mann, se hace una crónica de una familia durante tres generaciones. La primera generación está interesada en el desarrollo económico, la segunda en su posición en la sociedad. La tercera, que ya tiene dinero y prestigio, se preocupa por las artes y la música, y se ocupa poco de las preocupaciones terrenales anteriores. Así también, en la era del gran consumo masivo, una sociedad puede elegir entre concentrarse en cuestiones militares y de seguridad, en cuestiones de igualdad y bienestar, o en desarrollar grandes lujos para su clase alta. Cada país en esta posición elige su propio equilibrio entre estos tres objetivos. Si existe el deseo de desarrollar una sociedad igualitaria y se toman medidas para alcanzar este objetivo. Según Rostow, un país trata de determinar su singularidad y los factores que la afectan son su estructura política, geográfica y cultural y también los valores presentes en su sociedad. Históricamente, se dice que los Estados Unidos llegaron a esta etapa primero, seguidos por otros países de Europa occidental y luego Japón en la década de 1950.

### Postconsumo
Este paso es más una especulación teórica que un paso analítico en el proceso de Rostow. Las personas comienzan a tener familias más grandes y no valoran los ingresos como un requisito previo para más días de vacaciones. Los productos de consumo se vuelven más durables y más diversos. Los nuevos ciudadanos se comportarán de manera tal que la alta seguridad económica y el nivel de consumo masivo se consideran normales. Rostow señala que es posible que el gran baby boom podría causar problemas económicos o imponer una difusión aún mayor de bienes de consumo. Con el aumento de la población urbana y suburbana predice que habrá, sin duda, un aumento en bienes y servicios de consumo.

## Críticas del modelo
- Rostow es histórico en el sentido de que el resultado final se conoce desde el principio y se deriva de la geografía histórica de una sociedad desarrollada y burocrática.
- Rostow es mecánico en el sentido de que el motor de cambio subyacente no se revela y, por lo tanto, las etapas se convierten en poco más que un sistema clasificatorio basado en datos de países desarrollados.
- Su modelo se basa en la historia estadounidense y europea y define la norma estadounidense de alto consumo masivo como parte integral del proceso de desarrollo económico de todas las sociedades industrializadas.
- Su modelo asume la inevitable adopción de políticas comerciales neoliberales que permiten que la base de fabricación de un país avanzado determinado sea reubicada en regiones con salarios más bajos.
- El modelo de Rostow no se aplica a los países asiáticos y africanos ya que los eventos en estos países no están justificados en ninguna etapa de su modelo.
- Las etapas no son identificables correctamente ya que las condiciones de la etapa de despegue y pre-despegue son muy similares y también se superponen.
- De acuerdo con el crecimiento de Rostow se convierte en automático en el momento en que alcanza la etapa de madurez, pero Kuznets afirma que ningún crecimiento puede ser automático, siempre hay necesidad de empuje.
- Hay dos teorías de despegue no relacionadas, una es una noción sectorial y no lineal, y otra es que es altamente agregante.[10]

La tesis de Rostow está sesgada hacia un modelo occidental de modernización, pero en el momento de Rostow las únicas economías maduras del mundo estaban en el oeste, y no había economías controladas en la "era del gran consumo masivo". El modelo resta importancia a las diferencias entre sectores en las sociedades capitalistas frente a las comunistas, pero parece reconocer innatamente que la modernización puede lograrse de diferentes maneras en diferentes tipos de economías.
Otra suposición que tomó Rostow es intentar ajustar el progreso económico en un sistema lineal. Esta suposición es cuestionada debido a la evidencia empírica de muchos países que hacen 'inicios en falso' y luego alcanzan un grado de progreso y cambio y luego retroceden. Por ejemplo, en el caso de la Rusia contemporánea que retrocede del consumo masivo a un país en transición.
Otra crítica al trabajo de Rostow es que solo considera a los países grandes con una gran población (Japón), con recursos naturales disponibles en el momento justo de su historia (carbón en los países del norte de Europa) o con una gran masa de tierra (Argentina). Tiene poco que decir y, de hecho, ofrece pocas esperanzas para los países pequeños, como Ruanda, que no tienen tales ventajas. La teoría económica neoliberal para Rostow y muchos otros ofrece esperanza a gran parte del mundo de que está llegando la madurez económica y la edad de un alto consumo masivo está cerca. Esto deja un potencial "sombrío futuro" para los países atípicos, que no tienen los recursos, la voluntad política o el respaldo externo para ser competitivos con las economías ya desarrolladas.